# Elecciones generales de Liberia de 1997
Las elecciones generales de Liberia de 1997 se realizaron el 19 de julio, siendo la primera elección posterior a la primera guerra civil liberiana, que derrocó al gobierno autoritario de Samuel Doe. Se restauró el orden constitucional con una elección general que abarcaba la Presidencia de la República, la Cámara de Representantes y el Senado. El exlíder rebelde y presidente del Partido Nacional Patriótico, Charles Ghankay Taylor, triunfó con más del 75% de los votos, dándole a su partido una mayoría absoluta en ambas cámaras de la Legislatura. Taylor fue juramentado como presidente el 3 de agosto de 1997. La participación rondó el 89%.
Taylor hizo campaña con el lema "Mató a mi madre, mató a mi padre, pero votaré por él". Las elecciones fueron supervisadas por la misión de las Naciones Unidas de mantenimiento de la paz, la Misión de Observadores de las Naciones Unidas en Liberia, junto con un contingente de la Comunidad Económica de los Estados de África Occidental (CEDEAO). Aunque la mayoría de los observadores aceptaron el resultado como real y las elecciones como limpias, declararon su sospecha de que estas habían sido "parcialmente libres y justas" debido al control de la guerrilla de Taylor sobre los medios de comunicación, y al sentimiento generalizado de que su victoria se debió realmente al miedo de la población a que Taylor no admitiría un resultado desfavorable y reiniciaría la guerra civil si no resultaba electo.

## Realización y dificultades
La Comisión Electoral enfrentó grandes desafíos para educar al público sobre el deber cívico electoral y el derecho al voto secreto. Se estima que, en aquel entonces, entre un 70 y un 90% de la población liberiana era analfabeta, lo que hizo aún más difícil educarlos. Después de más de ciento cincuenta años de gobierno casi unipartidista del Auténtico Partido Whig, Liberia celebraba sus segundas elecciones multipartidistas. A pesar de que se acordó llevar a cabo las elecciones de inmediato, muchos desafíos se enfrentaron en términos de logística ya que la mayoría de la infraestructura de Liberia se perdió en la guerra civil. El 14 de febrero de 1997, se anunció que las elecciones se celebrarían el 30 de mayo, pero se aplazaron. Hubo 16 partidos que participaron en las elecciones con Taylor de NPP y Ellen Johnson-Sirleaf del Partido de la Unidad como los principales candidatos presidenciales.

## Resultados
El NPP obtuvo una amplia victoria, con Taylor siendo elegido presidente con el 75% de los votos. Su victoria se debió en gran medida al hecho de que la población local temía que el país cayera en otra guerra si el exguerrillero perdía las elecciones. Sirleaf fue la segunda candidata más votada con casi un 10% de los votos. Debido a que los escaños legislativos se distribuían proporcionalmente, estos fueron distrubidos de acuerdo con el resultado de su candidato presidencial, dando al NPP mayoría calificada en ambas cámaras.
|  | 75.33 % |

|  | 9.58 % |

|  | 4.02 % |

|  | 2.57 % |

|  | 2.51 % |

|  | 1.61 % |

|  | 1.26 % |

|  | 1.08 % |

|  | 0.56 % |

|  | 0.48 % |

|  | 0.34 % |

|  | 0.33 % |

|  | 0.32 % |